# 懷特島 (紐西蘭)

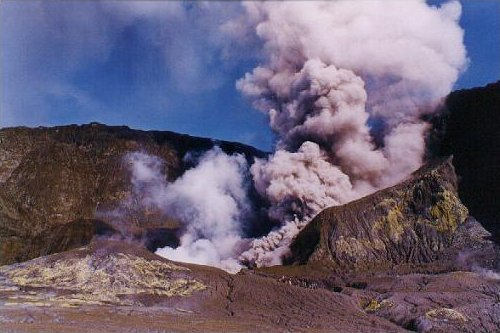
懷特島（攝於2000年）

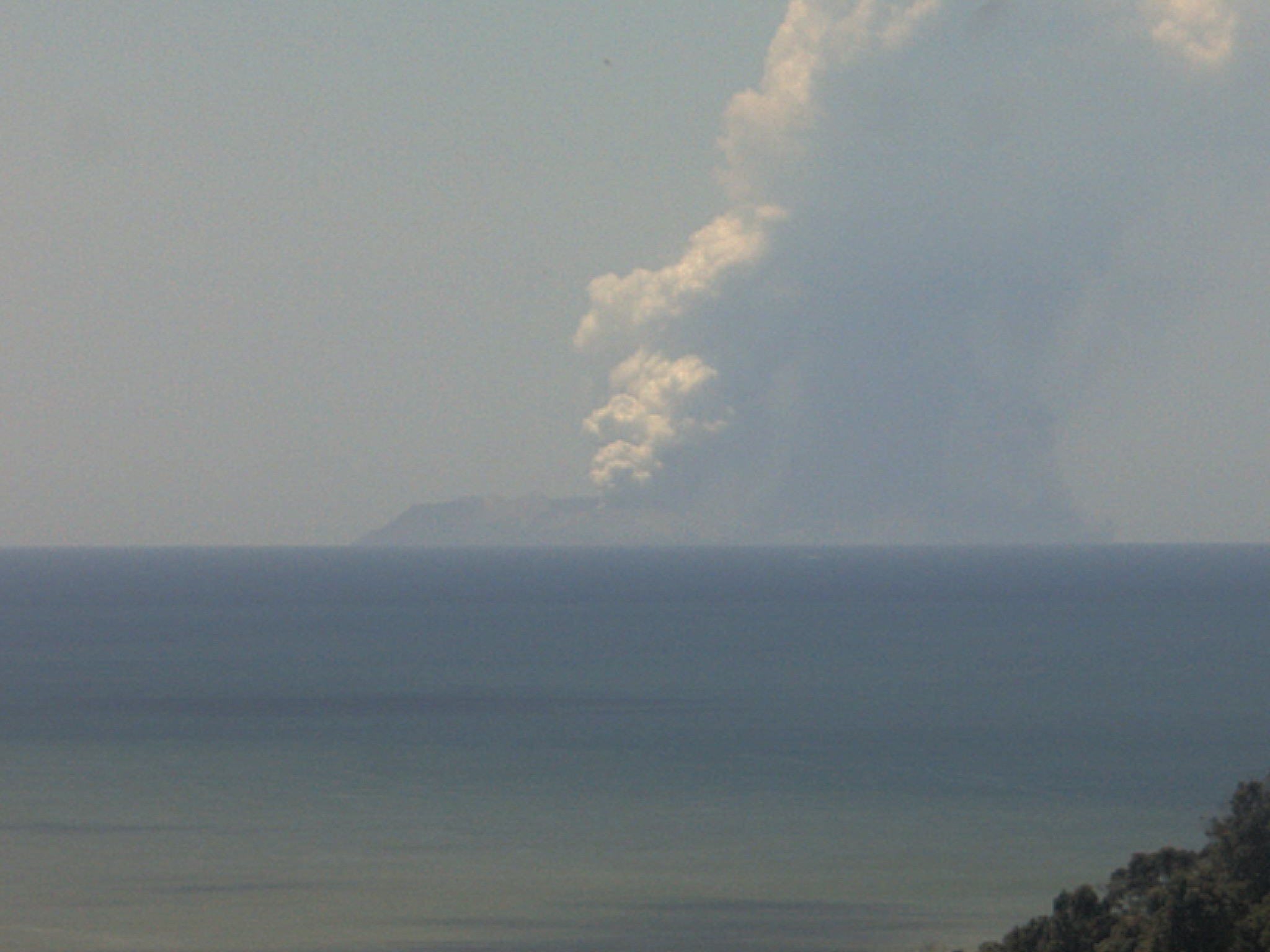
2019年12月，法卡里岛的一場火山喷发

法卡里／白岛（毛利語： /faˈkaːɾi/；原称怀特島或白島），是一座活跃的安山岩複式火山，位於普伦蒂湾，距離新西兰北岛海岸48公里。它是新西兰最活跃的锥形火山，在过去15万年来通过不断的火山活动而形成。華卡塔尼（Whakatane）及陶朗加（Tauranga）是北島上離懷特島最近的城镇。自1769年詹姆斯·庫克（James Cook）發現懷特島以来，該島就持續释放火山气。
该岛大致呈圆形，直径约2公里，最高海拔為321米。它占地面积约325公顷。位於海平面上的岛屿不過是海底火山的峰頂，这座火山距離海底足足有1600米。岛上有硫磺开采活動。1914年，火山口壁坍塌导致十名矿工丧生。目前岛上的人類活動主要以旅遊和科学研究為主。2019年12月法卡里／懷特島突然火山爆發，造成22人死亡、2人失蹤和多人受伤。

### 引用
1. ↑  . 2019-12-10  [2019-12-11]. （原始内容存档于2022-01-25） （中文）.
2. ↑  . 中央通訊社.   [2019-12-11]. （原始内容存档于2019-12-11） （中文（臺灣））.
3. ↑  經濟日報. . 經濟日報.   [2019-12-11]. （原始内容存档于2019-12-11） （中文（臺灣））.
4. ↑  . GeoNet.   [30 December 2012]. （原始内容存档于2020-05-09）.
5. ↑  Scheffel, Richard L.; Wernet, Susan J. (编). . United States of America: Reader's Digest Association, Inc. 1980: 412. ISBN 978-0-89577-087-5.
6. ↑  . The guardian. 2019-12-09  [2019-12-09]. （原始内容存档于2021-01-09）.

### 來源
- . 全球火山作用计划. 史密森尼学会.   [2009-01-01].
- 白岛的火山危害
- 火山世界：白岛
- （页面存档备份，存于）